# Holothuria foresti
Holothuria foresti is een zeekomkommer uit de familie Holothuriidae.
De wetenschappelijke naam van de soort werd in 1981 gepubliceerd door Gustave Cherbonnier & Jean-Pierre Féral.